# E15 (trasa europejska)
E15 – trasa europejska kategorii A (podstawowej), bezpośrednia północ-południe.

## Przebieg trasy
- Wielka Brytania: Inverness – Perth – Edynburg – Newcastle – Londyn – Folkestone – Dover
- prom przez La Manche
- Francja: Calais – Paryż – Lyon – Orange – Narbonne
- Hiszpania: Girona – Barcelona – Tarragona – Castelló de la Plana – Walencja – Alicante – Murcia – Almeria – Malaga – Algeciras

Tak jak inne trasy europejskie, w Wielkiej Brytanii E15 nie jest oznakowana. Między Dover a Calais we Francji działa regularna żegluga promowa na kanale La Manche. Trasa Dover-Calais to najczęściej używana morska droga do Wielkiej Brytanii.

## Stary system numeracji
Do 1985 obowiązywał poprzedni system numeracji, według którego oznaczenie E15 dotyczyło trasy: Hamburg – Perleberg – Berlin – Drezno – Cinvald – Praga – Brno – Brzecław – Bratysława (– Budapeszt).

### Drogi w ciągu dawnej E15
Lista dróg opracowana na podstawie materiału źródłowego
| Niemcy Zachodnie | droga nr B5: Hamburg – Lauenburg – granica z NRD |
| NRD              | droga F5: granica z RFN – Boizenburg – Ludwigslust – Perleberg – Kyritz – Nauen – Wustermark – Falkensee – granica z RFN |
| Berlin Zachodni  | |
| NRD              | - autostrada E15 (A13): Berlin – Berliner Ring - autostrada E15 (A4): Berliner Ring – Lübben – Lauchhammer – Thiendorf – Dresden - droga F170: Dresden – Dippoldiswalde – Altenberg – granica z Czechosłowacją |
| Czechosłowacja   | - droga nr 8: granica z NRD – Dubí – Teplice – Terezín – Veltrusy – Praha - droga nr 12: Praha – Kolín - droga nr 38: Kolín – Havlíčkův Brod – Jihlava - droga nr 2: Jihlava – Velké Meziříčí - autostrada D2: Velké Meziříčí – Brno - droga nr 52: Brno – Rajhrad - droga nr 2: Rajhrad – Hustopeče – Břeclav – Kúty - autostrada D2: Kúty – Bratysława - droga nr 2: Bratysława – granica z Węgrami |
| Węgry            | - droga nr 15: granica z Czechosłowacją – Mosonmagyaróvár - droga nr 1: Mosonmagyaróvár – Öttevény – Győr - droga nr 10: Győr - autostrada M1: Győr – Tatabánya - droga nr M1: Tatabánya – Biatorbágy – Budapest - droga nr 4: Budapest – Pilis – Szolnok – Püspökladány - droga nr 42: Püspökladány – Berettyóújfalu – Ártánd (granica z Rumunią)                                                    |

Według wydanego w 1977 roku niemieckiego atlasu samochodowego Niemieckiej Republiki Demokratycznej (NRD) obejmującego również ówczesne państwa satelickie Związku Radzieckiego trasa E15 biegła również przez teren Rumunii jako droga o relacji granica z Węgrami – Oradea – Cluj-Napoca – Turda – Brașov – Ploiești – Bukareszt. Arteria miała także odnogę o numerze E15A i relacji Turda – Sibiu – Rimnicu Vilcea – Pitești – Bukareszt.

## Galeria

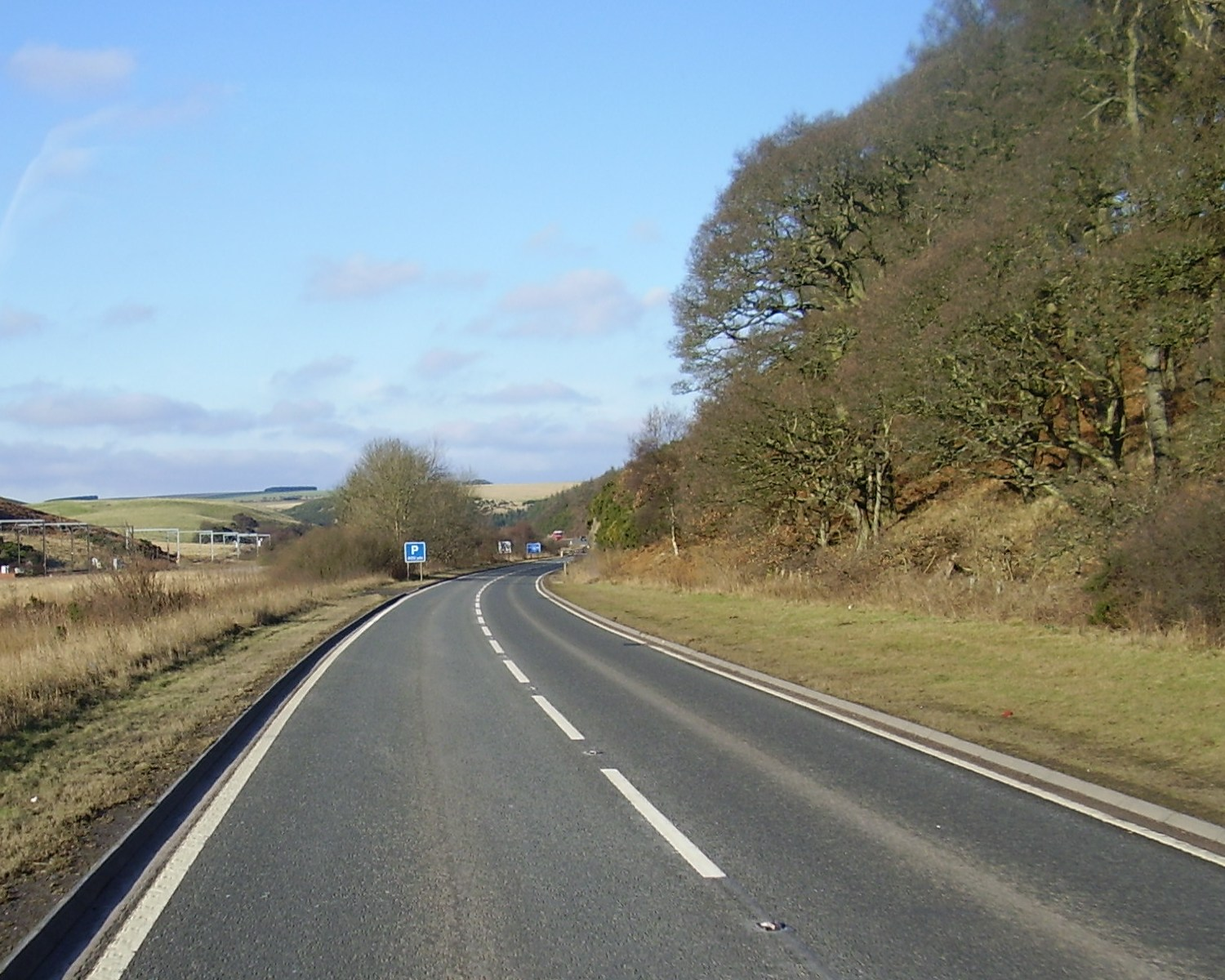
E15/A1 w Szkocji
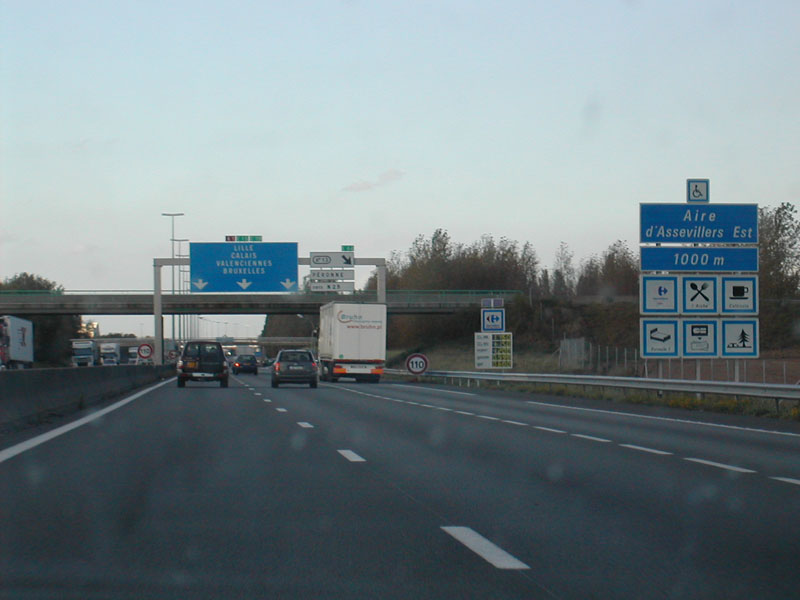
E15/A1 we Francji
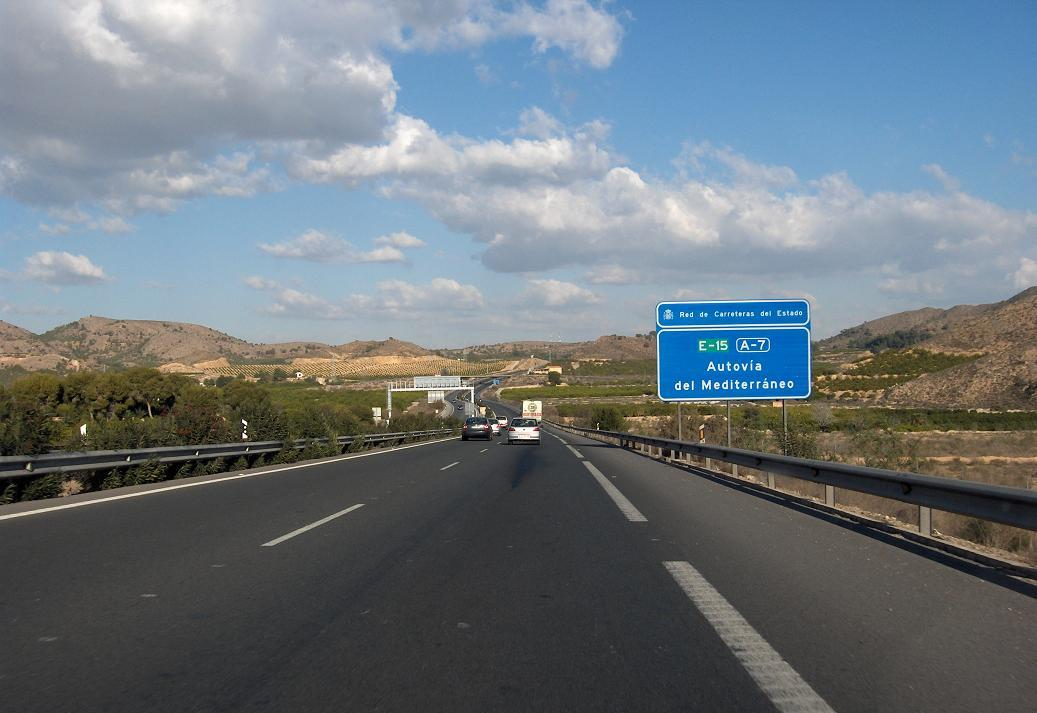
E15/A7 w Hiszpanii koło Murcji